# Tataarse roebel

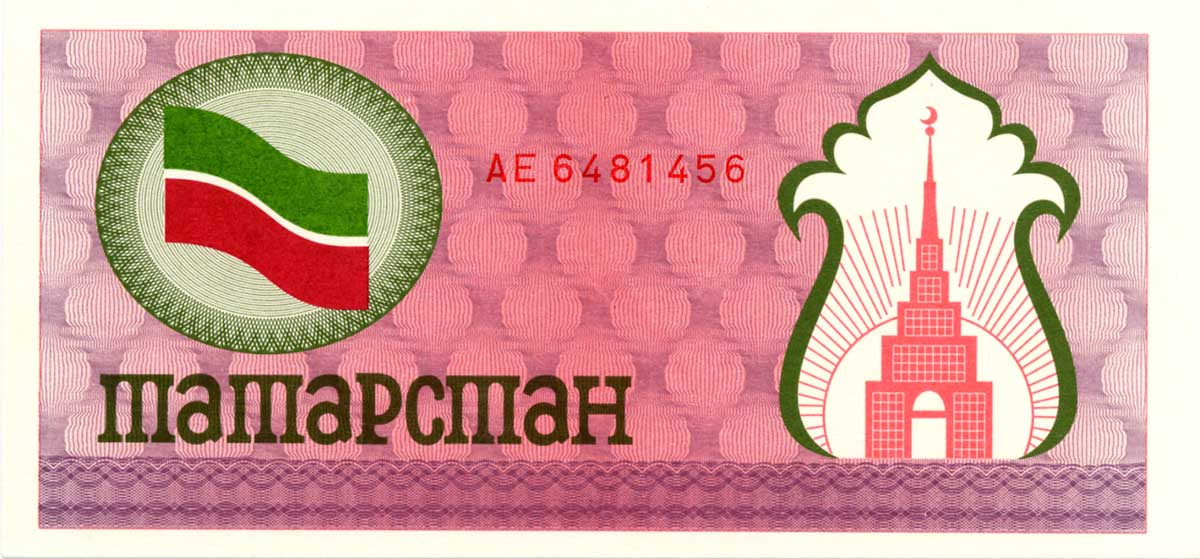
Biljet van 100 Tataarse roebel.

De Tataarse roebel was een surrogaat betaalmiddel van de Russische Autonome Deelrepubliek Tatarije (Tatarstan). Het werd voor het eerst geïntroduceerd in 1992 en nadat het kort erna werd afgeschaft weer terug in 1993. De munt werd gekoppeld aan de Russische roebel. De munt bleef in circulatie tot 2001.
In 2008 en 2013 werd een reeks munten voor verzamelaars geslagen. Deze munten zijn nooit een officieel betaalmiddel geweest. De fabrikant van de munt is onbekend.